# Leichtathletik-Weltmeisterschaften 2023/Teilnehmer (Papua-Neuguinea)
| Goldmedaillen | Silbermedaillen | Bronzemedaillen |
| ------------- | --------------- | --------------- |
| —             | —               | —               |

Papua-Neuguinea nahm an den Leichtathletik-Weltmeisterschaften 2023 in Budapest mit einem Athleten teil.

## Ergebnisse

### Männer

#### Laufdisziplinen
| Athlet      | Disziplin | Vorlauf    | Vorlauf | Halbfinale | Halbfinale | Finale | Finale |
| Athlet      | Disziplin | Zeit       | Platz   | Zeit       | Platz      | Zeit   | Platz  |
| ----------- | --------- | ---------- | ------- | ---------- | ---------- | ------ | ------ |
| Leroy Kamau | 200 m     | 21,18 s SB | 48      | DNQ        | DNQ        | –      | –      |